# Chrám svatého Mikuláše (Kovačevica)
Chrám svatého Mikuláše (bulharsky Църквата „Свети Николай“) je pravoslavný chrám ve vesnici Kovačevica v Blagoevgradské oblasti v jihozápadním Bulharsku.
Chrám byl zbudován z neotesaného kamene. Vznikl v letech 1841–1847 jako trojlodní pseudobazilika s velkou půlkruhovou apsidou obrácenou směrem na východ. Chrám byl postaven, aby nahradil kapli svaté Petky, která na místě chrámu původně stála, přičemž některé z ikon z kaple byly přemístěny do nově postaveného chrámu. K chrámu patří ještě zvonice s budovou školy, které byly postaveny v roce 1893, a budova původní školy, která je ještě z 18. století. Všechny tyto budovy jsou ohrazeny společnou kamennou stěnou. Vnitřní rozměry chrámu jsou: délka – 19,8 metru a šířka – 12,1 metru, tloušťka stěn činí 1 metr. Souboru budov je přiznán status architektonické, umělecké a kulturní památky národního významu.